# 015B Best Collection
"015B Best Collection"는 대한민국의 그룹 015B의 베스트 앨범이다. 정석원, 장호일, 김돈규 등이 참여했다.
- 1집 1곡, 2집 4곡, 3집 4곡, 4집 1곡, 5집 2곡(리메이크곡) 수록.

## 곡 목록
1. "텅 빈 거리에서" – 5:01
2. "친구와 연인" – 4:56
3. "떠나간 후에" – 3:48
4. "너에게 들려주고 싶은 이야기" – 4:20
5. "아주 오래된 연인들" – 4:14
6. "수필과 자동차" – 3:54
7. "5월 12일" – 4:07
8. "다음 세상을 기약하며" (feat.이장우) - 4:51
9. "신 인류의 사랑" – 3:25
10. "슬픈 인연" – 4:00
11. "단발머리" – 3:51
12. "이젠 안녕" – 4:37

## 같이 보기
- 015B 디스코그래피